# Cryptamorpha macleayi
Cryptamorpha macleayi là một loài bọ cánh cứng trong họ Silvanidae. Loài này được Blackburn miêu tả khoa học năm 1892.